# Aminopeptidase B
L'aminopeptidase B est une peptidase de type métalloprotéase qui catalyse l'hydrolyse de la liaison peptidique liant un résidu N-terminal d'arginine ou de lysine lorsque l'acide aminé suivant n'est pas la proline. Elle agit également sur les arylamides d'arginine et de lysine.
Cette enzyme des mammifères peut être cytosolique ou liée à la membrane plasmique. Elle est activée par les ions chlorure ainsi que par de faibles concentrations de thiols. Avec l'activité leucotriène A4 hydrolase (EC 3.3.2.6), elle est l'une des deux activités portées par une même protéine bifonctionnelle.
L'aminopeptidase B est puissamment inhibée par l'arphaménine B et est également inhibée par des chélateurs tels que le N-éthylmaléimide, l'arphaménine A, l'amastatine et la bestatine.